# الإسكندر الأكبر في التراث الإسلامي

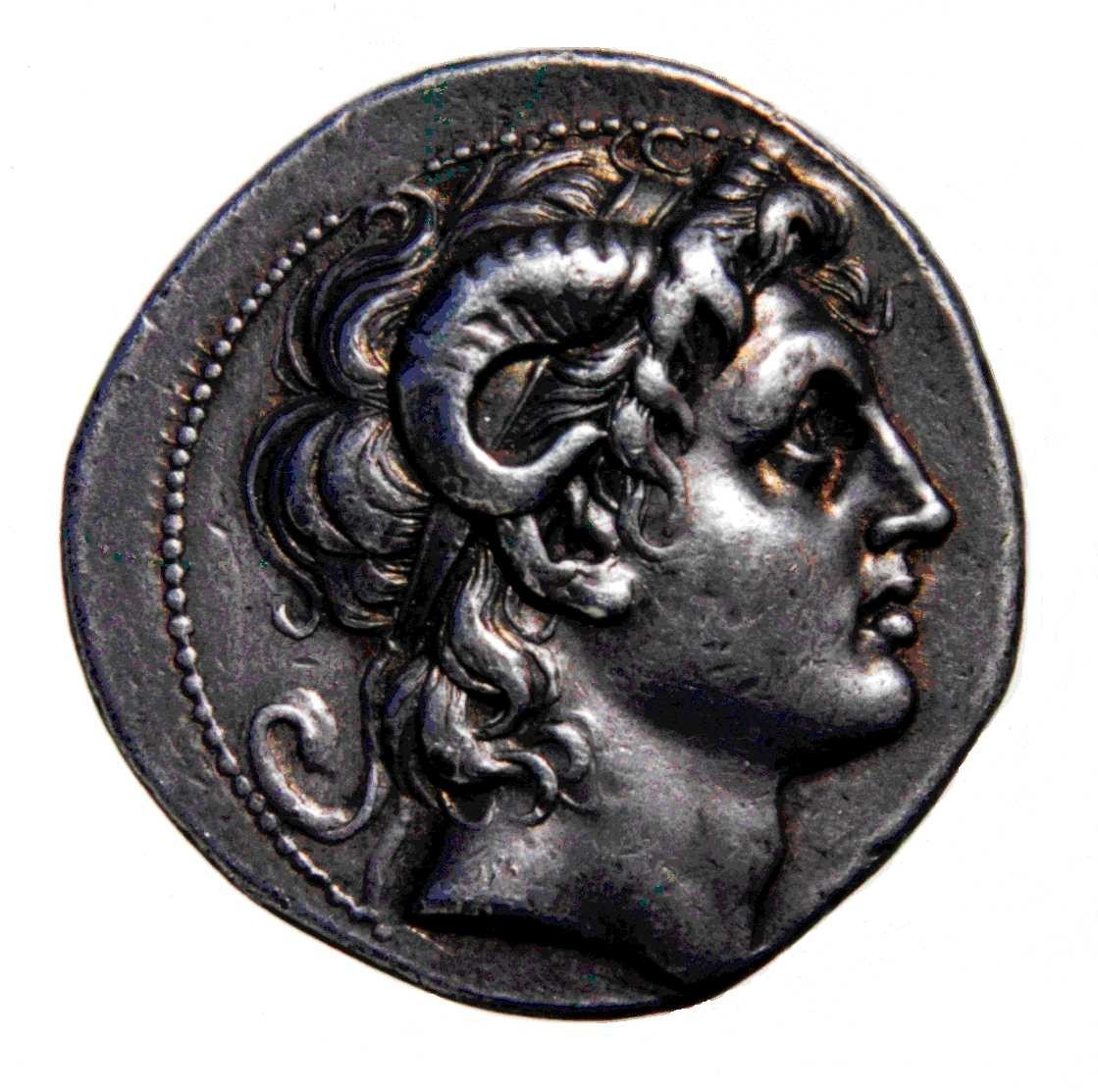
عملة رباعية الدراخما الفضية للإسكندر الأكبر تظهرi مرتديًا قَرنَي إله الكبش زيوس-آمون.

كان الإسكندر الأكبر ملكًا لليونان القديمة ومقدونيا والذي أسس إحدى أكبر الإمبراطوريات في تاريخ العالم . وبعد وفاته بفترة وجيزة، بدأت مجموعة من الأساطير تتراكم حول حياته ومآثره. بدءًا برواية الإسكندر اليونانية وترجمتها إلى العديد من اللغات بما في ذلك الأرمنية والسريانية والعربية والفارسية والإثيوبية والمزيد، فخُصص نوع كامل من الأدب لمآثر الإسكندر في كل من العالمين المسيحي والإسلامي. وكان الإسكندر أيضًا هو الشخص الأكثر ارتباطًا بذي القرنين، وهي شخصية تظهر في سورة الكهف في القرآن الكريم، مما أدى إلى توسيع الاهتمام به بشكل كبير في تقاليد العالم الإسلامي.

## التقاليد العربية
وقد حدد أغلب المفسرين الإسلاميين شخصية ذي القرنين بالإسكندر الأكبر خاصةً الأوائل منهم. وبعد ذلك، ظهر الإسكندر بسرعة في الأدب العربي المبكر، وغالبًا ما كان يُطلق عليه اسم الإسكندر، وكان اسمه مرتبطًا ارتباطًا وثيقًا بلقب ذي القرنين. هناك العديد من النسخ الباقية من رواية الإسكندر باللغة العربية والتي كتبت بعد فتح الإسلام. ويُعتقد أيضًا أن النسخ العربية ما قبل الإسلامية لرواية الإسكندر ربما كانت موجودة، لكن لا يوجد دليل قطعي حتى الآن.
أقدم قصة عربية باقية عن قصة الإسكندر، وهي قصة الإسكندر وما فيها من الأمر العجيب، التي كتبها عُمارة بن زيد (767-815 م). في الحكاية، يسافر الإسكندر الأكبر كثيرًا، ويبني سورًا ضد يأجوج وماجوج، ويبحث عن ينبوع الشباب، ويقابل الملائكة الذين يمنحونه حجرًا عجيبًا يزن أكثر من أي حجر آخر ولكنه أيضًا خفيف مثل الغبار. هذا الحجر العجيب يهدف إلى تحذير الإسكندر من طموحاته والإشارة إلى أن شغفه بالغزو والحياة الأبدية لن ينتهي إلا بموته. لا توجد قصة حجر العجائب في الأسطورة المسيحية السريانية، ولكنها موجودة في التقاليد التلمودية اليهودية عن الإسكندر وكذلك في التقاليد الفارسية.
تُنسب أسطورة الإسكندر في الجنوب العربي إلى عالم الحديث اليمني وهب بن منبه (650-732 م) في كتاب لابن هشام (؟-833 م) يتعلق بتاريخ مملكة حمير في اليمن القديمة. وفي النسخة اليمنية، يُعرّف ذو القرنين بأنه ملك قديم من ملوك اليمن يُدعى صعب ذو مراثي، وليس الإسكندر الأكبر، ولكن القصة العربية لا تزال تصف قصة السور ضد يأجوج ومأجوج وسعيه للحصول على ماء الحياة. وتذكر القصة أيضًا أن ذي القرنين زار قلعة ذات جدران زجاجية، وزار البراهمة في الهند. أُلفَت أسطورة جنوب الجزيرة العربية في سياق الانقسام بين عرب الجنوب وعرب الشمال الذي بدأ بمعركة مرج راهط في عام 684 م واستمر على مدى قرنين من الزمان، وقد كان هذا التنافس موجودًا قبل الإسلام، بقُطبي عرب الشمال في الشام والعراق وسيناء، وعرب الجنوب في اليمن وعُمان، وتنافسهما على شبه الجزيرة العربية.
وكان لرواية الإسكندر أيضًا تأثير مهم على أدب الحكمة العربي. في كتاب سر الأسرار، وهو أطروحة موسوعية عربية حول مجموعة واسعة من المواضيع مثل الحكمة والأخلاق وعلم الفراسة والكيمياء والتنجيم والسحر والطب، يظهر الإسكندر متحدثًا وموضوعًا لأقوال حكيمة ومراسل مع شخصيات مثل أرسطو. إن أصول هذه الرسالة غير مؤكدة. ولا يوجد أصل يوناني، على الرغم من استناد الرسالة العربية حسب مقدمة الكتاب بأنها تُرجمت من اليونانية إلى السريانية ومن السريانية إلى العربية على يد مترجم معروف في القرن التاسع، وهو يحيى بن البطريق (؟ - 815 م). لذلك يعتقد الباحثون الغربيون أن هذه الرسالة قد أُلفَت أصلًا باللغة العربية.
وفي مثال آخر من أدب الحكمة العربية المتعلق بالإسكندر، يشير ابن النديم (932)[بحاجة لمصدر] -997 م) إلى عمل في الكهانة بعنوان سحب القرعة لذي القرنين وإلى عمل ثان في الكهانة بالسهام بعنوان هدية الإسكندر، ولكن فقط عناوين هذه الأعمال هي التي نجت.
ومن الجدير بالذكر أن الخليفة العباسي المعتصم (794-842 م) كان قد أمر بترجمة قاموس الإسكندرية (Thesaurus Alexandri)، وهو كتاب عن الإكسير والتمائم، من اليونانية واللاتينية إلى العربية. وقد نُسب العمل اليوناني (Thesaurus Alexandri) إلى هيرمس (الرسول العظيم للآلهة في الأساطير اليونانية) كما احتوى على رسائل مفترضة من أرسطو موجهة إلى الإسكندر.
ومن بين قطع الأدب العربي الأخرى التي تناولَت الإسكندر كتاب مراثي الفلاسفة. هذه مجموعة من الملاحظات التي يُفترض أن بعض الفلاسفة المجتمعين عند قبر الإسكندر بعد وفاته قالوا بها. كُتبَت هذه الأسطورة أصلًا في القرن السادس باللغة السريانية وتُرجمَت لاحقًا إلى اللغة العربية وتوسَّعَت. اكتسب كتاب مراثي الفلاسفة في نهاية المطاف شعبية هائلة في أوروبا.

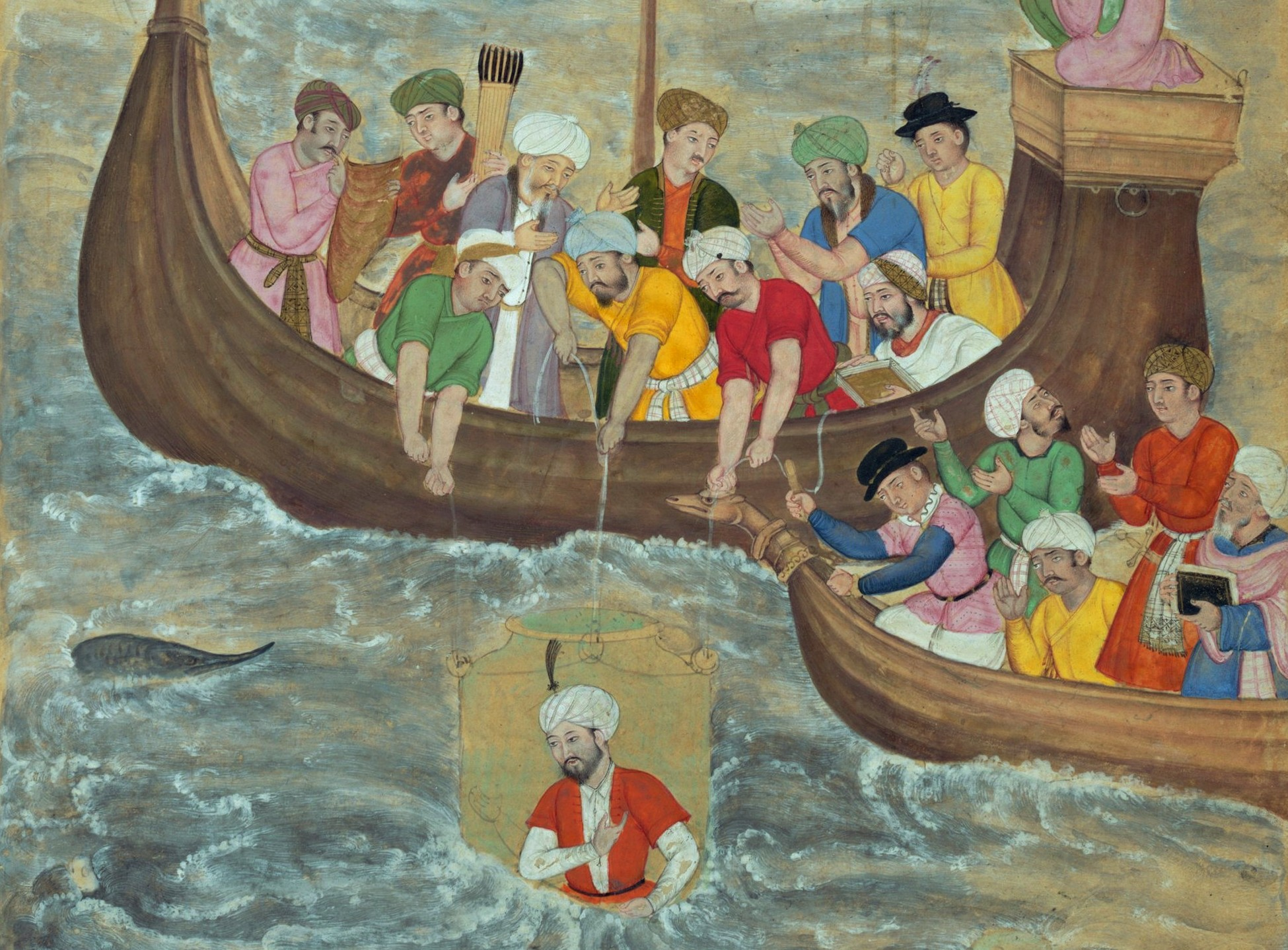
تفاصيل لوحة إسلامية من القرن السادس عشر تصور الإسكندر وهو يُنزل في غواصة زجاجية

سيرة الإسكندر هي رواية نثرية شعبية باللغة العربية تعود إلى القرن الثالث عشر عن الإسكندر الأكبر. وهو ينتمي إلى نوع السيرة الشعبيّة. في السيرة، الإسكندر هو ابن داراب، أمير سلالة الأخمينيين في بلاد فارس، وناهد، ابنة الملك فيليب الثاني المقدوني. وُلد سرًّا في بلاط فيليب ونشأ على يد أرسطو. وفي نهاية المطاف نجح فيليب في تولي العرش، بينما نجح أخوه غير الشقيق دارا في اعتلاء العرش الفارسي. يذهبون إلى الحرب وينتصر الإسكندر، ويموت دارا بين ذراعيه. بعد عودته إلى مقدونيا، وقع الإسكندر تحت تأثير الشيطان إبليس، حتى أعاده الخضر إلى الطريق الصحيح، وأقنعه بأن لديه مهمة إلهية: تحويل العالم كله إلى التوحيد. يسافر الاثنان أولًا إلى الغرب ثم إلى الشرق، ويقومان بتحويل الناس إلى المسيحية في كل مكان يذهبان إليه. ثم يقوم الإسكندر ببناء السور الشهير الذي يحاصر يأجوج وماجوج قبل أن ينطلق إلى أرض الظلام للعثور على ماء الحياة. ويمنعه إسرافيل من الوصول إلى الماء، ويعطيه بدلًا من ذلك حجر العجيب. وبعد فترة وجيزة، كتب الإكسندر رسالة تعزية إلى والدته ومات. ودُفن في الإسكندرية.

## التقاليد الفارسية

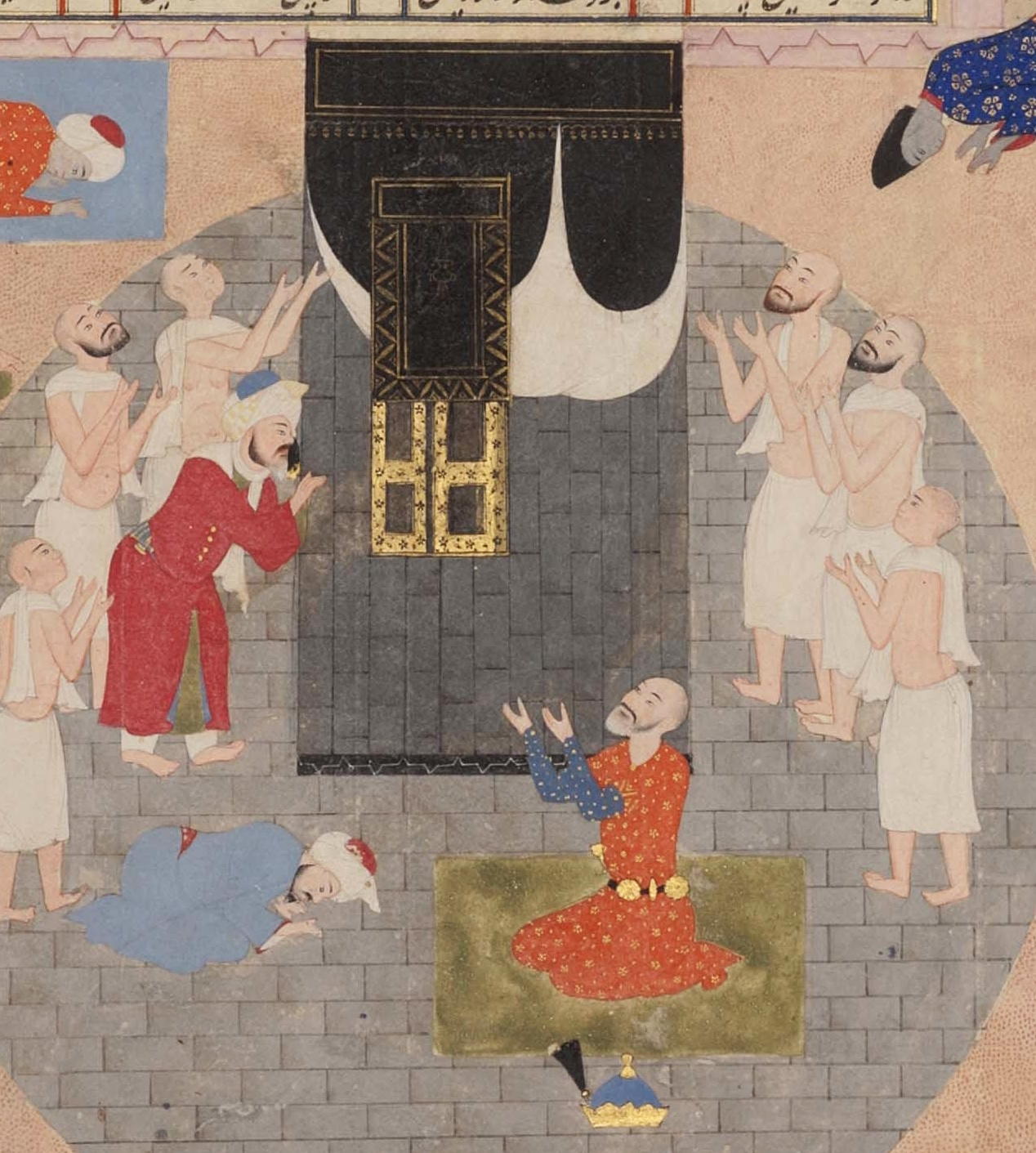
ورقة من الشاهنامة تُظهر الإسكندر يصلي عند الكعبة، منتصف القرن السادس عشر

مع الفتح الإسلامي لبلاد فارس في عام 644 م، وجدت رواية الإسكندر طريقها إلى الأدب الفارسي، وهي نتيجة مثيرة للسخرية بالنظر إلى عداء بلاد فارس قبل الإسلام تجاه العدو الوطني الذي غزا الإمبراطورية الأخمينية وكان مسؤولًا بشكل مباشر عن الهيمنة الفارسية من الحكام الأجانب الهلنستيين .[بحاجة لمصدر] وعليه فهذا التغيير في النظرة للإسكندر، يُظهر تأثر الفُرس برسالة الإسلام. ومع ذلك، فإنه لا يُصوَّر كمحارب ومنتصر، ولكن كباحث عن الحقيقة الذي يجد في النهاية ينبوع الحياة. إن الروايات الفارسية الإسلامية عن أسطورة الإسكندر، والتي يطلق عليها في كثير من الأحيان اسم إسكندرنامه (وتعني كتاب الإسكندر)، مثل إسكندرنامه مجهولة المصدر من القرن الحادي عشر وإسكندرنامه لنظامي، جمعت بين مادة قصة الإسكندر عن الإسكندر، والتي يوجد بعضها في القرآن الكريم، مع الأفكار الفارسية الوسطى الساسانية الأصلية عن الإسكندر. على سبيل المثال، تُعتبر قصة الإسكندر مصدرًا للعديد من الأحداث في الشاهنامة التي كتبها الفردوسي (935-1020 م) باللغة الفارسية الجديدة، وتُظهر علاقات عربية فارسية وثيقة. وقد وضعت المصادر الفارسية حول أسطورة الإسكندر نسبًا أسطوريًا له حيث كانت والدته محظية داريوس الثاني، مما جعله الأخ غير الشقيق لآخر شاه أخميني، داريوس. بحلول القرن الثاني عشر، كان بعض الكتاب الفرس المهمين مثل نظامي الكنجوي (من كنجة التي تقع اليوم في جمهورية أذربيجان الحالية) يجعلونه موضوعًا لقصائدهم الملحمية. كانت هناك نسخة أخرى مهمة وهي كتاب مرآة إسكندري لأمير خسرو من القرن الثالث عشر وكتاب خراد نامه (ويعني: كتاب الاستخبارات الإسكندرية) لجامي من القرن الخامس عشر.
وقد تناولت التقاليد الإسلامية أيضًا الأسطورة التي تقول إن الإسكندر الأكبر كان رفيق أرسطو والتلميذ المباشر لأفلاطون.

## التقاليد الأندلسية
بعد الفتح الإسلامي الأموي لإسبانيا ( الأندلس ) في عام 711 م، ازدهر الأدب الإسلامي في عهد الخلافة القرطبية (929 إلى 1031 م). وأُنتجَت مشتقّة عربية من رواية الإسكندر، والتي تسمى قصة ذي القرنين. وقد دُمجَت هذه المادة فيما بعد في كتاب قصص الأنبياء:
بحلول مطلع الألفية الأولى للميلاد، كانت رواية النثر العربية تتمحور حول المادة الأسطورية اليونانية، وقد تداخلت في وقت لاحق في هذه الرواية في أدبيات قصص الأنبياء حلقات من التفصيل العربي الإسلامي الواضح: بناء حاجز عظيم لمنع شعب يأجوج ومأجوج من مضايقة شعوب العالم المتحضر حتى يوم القيامة، والرحلة إلى نهاية الأرض لمشاهدة غروب الشمس في بركة من الطين المغلي، ورحلة ذو القرنين إلى أرض الظلام بحثًا عن ينبوع الحياة برفقة رفيقه الخضر.
أُنتجَت رواية أخرى إسبانية عربية عن الإسكندر، تسمى حديث ذي القرنين، والمعروفة أيضًا باسم أسطورة أليخاندرو. بحلول عام 1236 م، كانت حروب طرد الأندلسيين قد اكتملت بشكل أساسي وسيطر الأوروبيون على شبه الجزيرة الأيبيرية من المسلمين، لكن إمارة غرناطة، وهي دولة مسلمة صغيرة تابعة لمملكة قشتالة المسيحية، ظلت في إسبانيا حتى عام 1492 م. خلال فترة الاسترداد، أُجبر المسلمون على التحول إلى الكاثوليكية أو مغادرة شبه الجزيرة. كان أحفاد المسلمين الذين إما أخفوا إسلامهم أو أُجبروا على اعتناق المسيحية يُطلق عليهم اسم الموريسكيين (بمعنى شبيه الموري) وكانوا يشتبه في أن جميعهم يمارسون الإسلام سرًّا. استخدم الموريسكيون لغة تسمى العجمية، وهي لهجة من اللغة الإسبانية (المستعربية) ولكنها كُتبَت بالأبجدية العربية. وقد لعبَت العجمية دورًا هامًّا جدًّا في الحفاظ على الإسلام واللغة العربية في حياة الموريسكيين؛ حيث تُرجمَت الأدعية والأحاديث النبوية إلى النسخ العجمية للغة الإسبانية، مع الحفاظ على جميع الآيات القرآنية باللغة العربية الأصلية، مما اضطر الأوروبيين لتشديد محاكم التفتيش وطرد المسلمين من شبه الجزيرة الآيبيرية ابتداءً من القرن 17. خلال هذه الفترة الحساسة، كُتبَت نسخة من أسطورة الإسكندر باللغة العجمية، بناءً على أساطير قصص ذي القرنين العربية بالإضافة إلى إصدارات اللغة الرومانسية من نثرية الإسكندر.

## تقاليد آسيا الوسطى
وقد حمل بعض المسلمين في آسيا الوسطى ، وخاصة شعوب البلغار والتتار والباشكير في منطقة الفولجا والأورال (ضمن ما يعرف اليوم بتتارستان في الاتحاد الروسي)، تقليدًا غنيًا من أسطورة الإسكندر حتى القرن التاسع عشر. بدأ التأثير العربي في هذه المنطقة في عصر الخلافة العباسية في أوائل القرن العاشر حيث برزَت في بعثة ابن فضلان. في هذه الأساطير، يُشار إلى الإسكندر باسم الإسكندر ذي القرنين، ويُصوَّر مؤسسًا للمدن المحلية وسلفًا لشخصيات محلية. وقد لعب التراث الشعبي (الفولكلور) المحلي عن الإسكندر ذي القرنين دورًا هامًا في الهوية المجتمعية:
يعود تاريخ اعتناق بلغار الفولجا للإسلام عمومًا إلى العقود الأولى من القرن العاشر، وبحلول منتصف القرن الثاني عشر، أصبح من الواضح أن الشخصيات التاريخية الإسلامية والأشكال الإسلامية للتحقق من صحة المجتمع أصبحت عوامل مهمة للتماسك المجتمعي والسياسي للبلغار. وقد ذكر الرحالة الأندلسي أبو حامد الغرناطي الذي زار بلغار في خمسينيات القرن الثاني عشر الميلادي أن الإسكندر ذي القرنين مر ببلغار، أي منطقة الفولجا، في طريقه لبناء الأسوار الحديدية التي كانت تحوي يأجوج ومأجوج داخل أرض الظلمات ... في حين أن نجيب الهمداني يذكر أن حكام بلغار ادعوا أنهم ينحدرون من إسكندر ذو القرنين.
لعبت أساطير الإسكندر ذي القرنين دورًا مهمًا في رواية اعتناق مسلمي الفولغا البلغار للإسلام:
هناك العديد من الاستطرادات التي تتناول تأسيس رواية اعتناق البلغار للإسلام، والأساطير المتعلقة بالإسكندر ذي القرنين وسقراط. وبحسب الرواية، فقد وُلد سقراط مسيحيًّا في سمرقند وذهب إلى اليونان لخدمة الإسكندر ذو القرنين (الإسكندر الرومي). وذهبا معًا إلى أرض الظلام بحثًا عن ينبوع الشباب. وفي الأراضي الشمالية بنوا مدينة وأطلقوا عليها اسم البلغار.
في عام 1577 م، ضمت روسيا القيصرية السيطرة على المنطقة، ولم تظهر الكتابات الإسلامية البلغارية المتعلقة بذي القرنين مرة أخرى حتى القرنين الثامن عشر والتاسع عشر، اللذين شهدا عودة أساطير الإسكندر ذي القرنين المحلية مصدرًا للهوية الإسلامية والعرقية:
ولم نبدأ في رؤية الأساطير التاريخية المتعلقة بالإسكندر ذي القرنين تظهر من جديد بين مسلمي بلغار الفولغا، على الأقل في شكل مكتوب، إلا في مطلع القرنين الثامن عشر والتاسع عشر، ولم تُسجل مثل هذه الأساطير من التقاليد الشفوية الإسلامية المحلية إلا في القرن التاسع عشر. في أحد أقدم أعماله التاريخية، بعنوان غلالات الزمان والذي كتبه عالم اللاهوت التتري شهاب الدين مرجاني عام 1877. وفقًا للكتابات العربية والإسلامية الأخرى، وكذلك وفقًا للأساطير الشعبية، فإن مدينة بلغار أسسها الإسكندر الأكبر.

## التقاليد الماليزية
حكاية إسكندر ذو القرنين هي ملحمة ملايوية تصف مآثر خيالية للإسكندر الأكبر، الذي حُدد في القصة أنه ذو القرنين. يرجع تاريخ أقدم مخطوطة موجودة إلى عام 1713، لكنها في حالة سيئة. وقد قام محمد سينج سعيد الله بنسخ مخطوطة أخرى حوالي عام 1830. تزعم الحكاية أن الإسكندر ذو القرنين هو السلف المباشر لحكام ممالك مينانجكاباو في سومطرة. أشهر حكام مينانغكاباو، أدتياورمان، الذي حكم سومطرة بين عامي 1347 و1374 ميلاديًا، ادعى لنفسه لقب مهراجاديراجا، أي سيد الملوك العظيم. وكان ويليام مارستن أول من روّج لهذه الصلة في نهاية القرن الثامن عشر. النسب من إسكندر ذو القرنين، طالب به عبر رجا راجندرا تشولا في حوليات الملايو. هناك نسخة سومطرية من السرد. من المرجح أن يكون مصدرها هو سيرة الإسكندر العربية.

## الاستقبال في النصوص غير الإسلامية
وقد ورد في تعليقات المسيحيين على شخصية ذي القرنين ما يلي : «على سبيل المثال، تشير التعليقات على الآيات 83-102 من سورة البقرة في الترجمات اللاتينية للقرآن الكريم إلى معرفة لا لبس فيها بين المعلقين المسيحيين بأن المقطع الذي كانوا يقرؤونه كان قصة عن الإسكندر الأكبر ذي القرنين».

## قراءة إضافية
- الإسكندر الأكبر في الإسلام: منظور تاريخي